# Цибуля-трибулька ряснолиста
Цибу́ля-трибу́лька рясноли́ста (Allium schoenoprasum L. var. foliosum Regel) — підвид цибулі-трибульки. Поширений в Японії. Використовується в японській кухні.

## Назви
- Цибуля-трибулька ряснолиста
- Цибуля ряснолиста (Allium foliosum)
- Асацукі (【浅葱】) — японська назва.